# Gimpo
Pour les articles homonymes, voir Gimpo (homonymie).
Gimpo est une ville de la Corée du Sud, dans la province du Gyeonggi. Elle borde Goyang et Paju à l'est de l'autre côté du fleuve Han, le comté de Ganghwa à Incheon à l'ouest, Gangseo-gu à Séoul, Gyeyang-gu et Seo-gu à Incheon au sud, et Kaesong en Corée du Nord au nord de l'autre côté du fleuve Han.